# Barrera de capa límit

Esquema d'un parell de barreres de capa límit marcades en vermell

Una barrera de capa límit és una superfície aerodinàmica que es pot instal·lar a les ales en fletxa (disposada de manera aproximadament perpendicular al pla de l'ala i en paral·lel a la direcció de vol) per reduir els efectes negatius del flux de l'aire des de l'arrel fins a la punta de les ales: aquest lliscament al llarg del dors de l'ala, característic de les ales en fletxa, fins i tot pot provocar l'entrada en pèrdua de les extremitats d'aquest tipus d'ales, amb la consegüent separació del flux d'aire i la pèrdua d'eficàcia dels alerons. L'adopció de barreres de capa límit redueix precisament la desviació del flux d'aire cap a l'exterior i, gràcies a efectes aerodinàmics més complexos, millora les característiques de control de l'avió a angles d'atac elevats.